# New York Red Bulls 2014
 Questa voce raccoglie le informazioni riguardanti il New York Red Bulls nelle competizioni ufficiali della stagione 2014.

## Stagione
I New York Red Bulls terminano il campionato al 4º posto di Eastern Conference e in ottava posizione nella classifica generale, qualificandosi ai play-off e in cui arrivarono fino alla finale di conference dove persero nel doppio confronto a causa della sconfitta all'andata per 2-1 contro il N.E. Revolution che poi gestì la partita di ritorno, terminata con un pareggio (2-2). Qualificatisi per la Champions League, il team newyorchese venne eliminato ai gironi a fronte di una vittoria, due pareggi ed una sconfitta.

## Maglie e sponsor
| Casa | Trasferta |

## Rosa
| N. |                        | Ruolo | Calciatore        |
| -- | ---------------------- | ----- | ----------------- |
| 2  | Inghilterra (bandiera) | D     | Richard Eckersley |
| 3  | Camerun (bandiera)     | D     | Ambroise Oyongo   |
| 4  | Colombia (bandiera)    | D     | Jámison Olave     |
| 5  | Spagna (bandiera)      | D     | Armando Lozano    |
| 7  | Costa Rica (bandiera)  | D     | Roy Miller        |
| 10 | Inghilterra (bandiera) | C     | Lloyd Sam         |
| 11 | Stati Uniti (bandiera) | C     | Dax McCarty       |
| 12 | Stati Uniti (bandiera) | C     | Eric Alexander    |
| 13 | Camerun (bandiera)     | C     | Marius Obekop     |
| 14 | Francia (bandiera)     | A     | Thierry Henry     |
| 15 | Stati Uniti (bandiera) | C     | Bobby Convey      |
| 16 | Stati Uniti (bandiera) | C     | Connor Lade       |
| 17 | Australia (bandiera)   | C     | Tim Cahill        |

| N. |                        | Ruolo | Calciatore              |
| -- | ---------------------- | ----- | ----------------------- |
| 18 | Stati Uniti (bandiera) | P     | Ryan Meara              |
| 19 | Stati Uniti (bandiera) | C     | Eric Stevenson          |
| 20 | Stati Uniti (bandiera) | D     | Matt Miazga             |
| 21 | Spagna (bandiera)      | C     | Rubén Bover             |
| 23 | Colombia (bandiera)    | C     | Michael Bustamante      |
| 25 | Stati Uniti (bandiera) | D     | Chris Duvall            |
| 27 | Giappone (bandiera)    | D     | Kosuke Kimura           |
| 31 | Stati Uniti (bandiera) | P     | Luis Robles             |
| 32 | Uganda (bandiera)      | D     | Ibrahim Sekagya         |
| 39 | Stati Uniti (bandiera) | A     | Saër Sène               |
| 55 | Francia (bandiera)     | D     | Damien Perrinelle       |
| 88 | Francia (bandiera)     | A     | Péguy Luyindula         |
| 99 | Inghilterra (bandiera) | A     | Bradley Wright-Phillips |